# Bagicz
Bagicz [ˈbaɡit͡ʂ] (trước đây là Bodenhagen của Đức) là một khu định cư ở khu hành chính của Gmina Ustronie Morskie, thuộc hạt Kołobrzeg, West Pomeranian Voivodeship, ở phía tây bắc Ba Lan. Nó nằm khoảng 4 kilômét (2 mi) phía tây nam của Ustronie Morskie, 10 km (6 mi) về phía đông bắc của Kołobrzeg và 114 km (71 mi) về phía đông bắc của thủ đô khu vực Szczecin.
Trước năm 1945, khu vực này là một phần của Đức. Đối với lịch sử của khu vực, xem Lịch sử của Pomerania.
Khu định cư có dân số 38 người.